# František Šmahel
František Šmahel (17. srpna 1934 Trhová Kamenice – 5. ledna 2025 Písek) byl český historik–medievista, který se zabýval dějinami pozdního středověku, zvláště počátky české reformace, dějinami humanismu, dějinami Univerzity Karlovy a pozdně středověkou filosofií. 

## Život
Po maturitě na Reálném gymnáziu v Chrudimi roku 1953 pracoval František Šmahel jako horník na dole Jan Šverma v Ostravě. V letech 1954–1959 vystudoval Filozofickou fakultu UK a do roku 1963 byl ředitelem Městského muzea v Litvínově. Roku 1963 získal doktorát a roku 1965 titul CSc. na FF UK a v letech 1964–1974 pracoval v Historickém ústavu ČSAV. V letech 1974–1979 pracoval jako řidič tramvaje v Praze, v letech 1980–1989 jako historik v Museu husitského revolučního hnutí v Táboře. Roku 1990 získal titul doktor věd a v letech 1990–1998 byl ředitelem Historického ústavu ČSAV (AV ČR). V roce 1991 se habilitoval pro obor starších českých dějin a v letech 1993–1998 byl vedoucím semináře českých středověkých dějin na FF UK. Roku 1995 byl jmenován profesorem. Spoluzaložil Centrum medievistických studií, kde v letech 1998–2004 působil jako ředitel, od roku 2004 do roku 2019 jako zástupce ředitele. V roce 2020 začal připravovat druhý svazek díla Husitská revoluce, ten dokončil ke konci roku 2024.
Zemřel 5. ledna 2025 v písecké nemocnici.

### Monografie (výběr)
- Jiří z Poděbrad 1464–1964, Poděbrady, Výstavnictví 1964 (též ang., fr., něm. a ruská mutace)
- Jeroným Pražský. Život revolučního intelektuála, Praha, Melantrich 1966
- Podjebrad Gyorgy, Budapešť, Akadémiai Kiadó 1967
- Jan Žižka z Trocnova, Praha, Melantrich 1969
- Idea národa v husitských Čechách, České Budějovice, Růže 1972, 2. doplněné vyd. Praha, Argo 2000, německy Hannover 2002
- La révolution hussite, une anomalie historique, Paříž, PUF 1985
- Husův proces v Kostnici, Praha, Melantrich 1989 (Slovo k historii 18)
- (s kolektivem autorů) Dějiny Tábora I, České Budějovice, Jihočeské nakladatelství 1989–1990
- Husitská revoluce I–IV, Praha, Historický ústav 1993, 2. vyd. Praha, Karolinum 1995–1996
- Husitské Čechy. Struktury, procesy, ideje, Praha, Lidové noviny 2001
- Cesta Karla IV. do Francie 1377–1378, Praha, Argo 2006
- Die Prager Universität im Mittelalter. Gesammelte Aufsätze / The Charles University in the Middle Ages. Selected Studies, (Education and Society in the Middle Ages and Renaissance 28), Leiden-Boston, Brill 2007
- Nahlédnutí do středověku. Mluva písma a četba obrazů. Karolinum 2017, vázaná, 392 s., ISBN 9788024636290
- Uprostřed Evropy, Karolinum 2022, 630 s., ISBN 978-80-246-4614-5[6]

- ŠMAHEL, František. Husitská revoluce I: Kořeny české reformace. 1. vyd. Praha: Univerzita Karlova, nakladatelství Karolinum, 2023. 48 nečíslovaných stran obrazových příloh, 861 s. ISBN 978-80-246-5175-0.

- ŠMAHEL, František. Husitská revoluce II: Země vymknutá z kloubů. 3. (v Karolinu 2.). vyd. Praha: Univerzita Karlova, nakladatelství Karolinum, 2024. 32 nečíslovaných stran obrazových příloh, 974 s. ISBN 978-80-246-5176-7.

### Příspěvky v monografiích (výběr)
- Příruční slovník naučný I-IV, Praha, Academia 1961–1967 (109 hesel)
- Renesance a humanismus, Praha 1964, španělsky El Renacimiento, La Habana 1966 (Encyclopedia popular 33)
- Stručné dějiny University Karlovy, Praha 1964, s. 44–105; též ruská verze, Praha 1965
- Atlas československých dějin, Praha, Academia 1965 (mapy 7f a 8j)
- Wissenswertes über die Tschechoslowakei, Praha, Orbis 1967, s. 16–25
- Knihtisk a kniha v českých zemích od husitství do Bílé Hory. Uspořádal F. Š. Praha 1970
- Dějiny středověku II, Praha, SPN 1968, s. 132–233
- Historické události. Evropa. Datová příručka (anonymní spoluautorství na díle M. Hrocha), Praha, Mladá fronta 1977, . 41–105; slovenské vydání Európa – historické události, Bratislava, Smena 1985, s. 44–120
- Antika a česká kultura (anon. spoluautorství a redakce II. hlavy), Praha, Academia 1978, s. 109–126 a 523–527
- Přehled dějin Československa I-l, Praha, Academia 1980, s. 419–520, 531–560
- Lexikon des Mittelalters VI-IX, München-Zürich, Artemis & Winkler Vertlag 1993–1998, (14 hesel)
- České a československé dějiny I, Praha, Fortuna 1991,s. 41-56; II, Praha, Fortuna 1991, s. 111–119
- Dějiny Univerzity Karlovy I. 1347/48 - 1622, Praha, Karolinum 1995, s. 101–133; angl. překlad History of Charles University I (1348–1802), Praha 2001, s. 93–122
- Dictionnaire encyclopédique du Moyen Âge 1. A à K, Paris 1997, s. 757,. 2. L à Z, Paris 1997, s. 1480–1481
- František Palacký 1798/1998. Dějiny a dnešek. K vydání připravil F. Š. za spolupráce Evy Doležalové, Praha, Historický ústav 1999, s. 11–12
- Geist, Gesellschaft, Kirche im 13.- 16. Jahrhundert. Hrsgb. von F. Š. Praha 1999 (Colloquia mediaevalia Pragenisa 1), s. 7–8
- Historický atlas měst České republiky, svazek č. 7 – Tábor, Praha 1999, část Husitský Tábor v úvodu, dále podklady map. č. 23–26
- Člověk českého středověku. Edd. Martin Nodl a F. Š. Praha, Argo 2002, s. 9–24
- Učenci očima kolegů a žáků. Uspořádal F. Š., Praha, Academia, 2004, s. 5–6

Kompletní bibliografie Františka Šmahela viz databáze Bibliografie dějin Českých zemí (viz →Externí odkazy).

## Členství v domácích vědeckých orgánech (ve výběru)
- 1990–2000 vedoucí redaktor Českého časopisu historického[7]
- 1991–1992 člen Koordinační rady vlády ČR pro vědu a výzkum / místopředseda Grantové agentury AV ČR[7]
- 1993–1994 místopředseda vědecké rady AV ČR, dále její člen, v letech 2001–2009 předseda[7]
- 1993–1999 člen Komise pro vědecké hodnosti[7]
- 1995–2009 člen Vědecké rady Univerzity Karlovy[7]
- 1998–2006 člen Akreditační komise vlády ČR[7]

## Významná uznání a pocty
- 1965 Pamětní Husova medaile ČSAV[7]
- 1967 Výroční cena nakladatelství Melantrich za knihu Jeroným Pražský[7]
- 1983 pozvání k přednáškám a bronzová medaile Collège de France (Paříž)
- 1990 Max Planck Research Award[7]
- 1992 Pamětní medaile J. A. Komenského[7]
- 1992 Čestné občanství Tábora[7]
- 1993 Otto von Freising Gastprofessur, Katolické univerzita Eichstätt
- 1994 badatelská cena nadace Historisches Kolleg München a členství v Collegium Carolinum, Mnichov[7]
- 1995 výroční cena Akademie věd ČR za knihu Husitská revoluce I-IV[7]
- od 1995 člen Učené společnosti ČR, v letech 1992–2004 předseda[8]
- 1996 Hans-Sigfrid-Preis Univerzity v Bernu; zvolen čestným členem American Historical Association[7]
- 1997 dopisující člen Royal Historical Society a British Academy
- 1998 medaile Františka Palackého AV ČR[7]
- 2002 Státní vyznamenání Za zásluhy I. stupně; Medaile ministryně školství, mládeže a tělovýchovy II. stupně[7]
- 2003 člen Monumenta Germaniae Historica[7]
- 2004 Stříbrná medaile Univerzity Karlovy; Cena Františka Palackého UP v Olomouci; Čestný člen Sdružení českých historiků[7]
- 2005 Praemium Bohemiae[7]
- 2006 Medaile ministryně školství, mládeže a tělovýchovy I. stupně; členem European Academy of Sciences and Arts; doktorát honoris causa Univerzity Hradec Králové[7]
- 2007 Pamětní medaile Filozofické fakulty Jihočeské univerzity v Českých Budějovicích[7]
- 2008 Medaile Učené společnosti ČR za mimořádnou vědeckou činnost v oblasti českých dějin v evropském kontextu[8]
- 2008 Zlatá medaile Filozofické fakulty Univerzity Pardubice[7]
- 2009 Čestná medaile De scientia et humanitate optime meritis Akademie věd ČR[7]
- 2013 Národní cena vlády Česká hlava[3][9]
- 2013 Cena Akademie věd ČR za akademický výsledek[7]
- 2013 Cena literárního fondu za dílo Lucemburkové[7]
- 2014 Pamětní medaile Jana Patočky[7]
- 2017 Cena Neuron za přínos světové vědě za rok 2017 - společenské vědy[3][10]
- 2018 Čestné občanství rodné Trhové Kamenice[7]